# Wurmsham
Wurmsham er en kommune i landkreis Landshut i den tyske delstat Bayern. Floden Rott, der er en biflod til Inn, har sit udspring i kommunen.

- Wikimedia Commons har flere filer relateret til Wurmsham